# 基隆市忠烈祠
基隆市忠烈祠，位於中華民國基隆市中正區中正公園內。

## 歷史
基隆市忠烈祠之現址地，原址為日治時期為「基隆金刀比羅神社」，後改「基隆神社」，戰後1972年改建為忠烈祠，後改名為基隆市忠烈祠。

## 外部連結
- 基隆市政府民政處 （页面存档备份，存于）